# موهوك (نيويورك)
موهوك (بالإنجليزية: Mohawk village, New York)‏ هي قرية تقع بولاية نيويورك في الولايات المتحدة. تبلغ مساحتها 2.34 كم2، وترتفع عن سطح البحر 125 م، بلغ عدد سكانها 2,731 نسمة في عام 2010 حسب إحصاء مكتب تعداد الولايات المتحدة وتصل الكثافة السكانية فيها 1,167.1 نسمة لكل كيلومتر مربع (3,022.8/ميل2).

## التركيبة السكانية
حدّد مكتب تعداد الولايات المتحدة بيانات التركيبة السكانية لموهوك في تعداد الولايات المتحدة. في ما يلي، التركيبة السكانية حسب تعدادي 2000 و2010.

### تعداد عام 2000
بلغ عدد سكان موهوك 2,660 نسمة بحسب تعداد عام 2000، وبلغ عدد الأسر 1,146 أسرة وعدد العائلات 708 عائلة مقيمة في القرية. في حين سجلت الكثافة السكانية 1,136.8 نسمة لكل كيلومتر مربع (2,944.3/ميل2). وبلغ عدد الوحدات السكنية 1,233 وحدة بمتوسط كثافة قدره 526.9 لكل كيلومتر مربع (1,364.7/ميل2).
وتوزع التركيب العرقي للقرية بنسبة 98.42% من البيض و0.49% من الأمريكيين الأفارقة و0.15% من الأمريكيين الأصليين و0.15% من الأمريكيين ذوي الأصول الآسيوية و0.23% من الأعراق الأخرى و0.56% من عرقين مختلطين أو أكثر و1.88% من الهسبانيون أو اللاتينيون من أي عرق.
بلغ عدد الأسر 1,146 أسرة كانت نسبة 28.5% منها لديها أطفال تحت سن الثامنة عشر تعيش معهم، وبلغت نسبة الأزواج القاطنين مع بعضهم البعض 47% من أصل المجموع الكلي للأسر، ونسبة 10.4% من الأسر كان لديها معيلات من الإناث دون وجود شريك، بينما كانت نسبة 4.4% من الأسر لديها معيلون من الذكور دون وجود شريكة وكانت نسبة 38.2% من غير العائلات. تألفت نسبة 30.7% من أصل جميع الأسر من عدة أفراد يعيشون في نفس المنزل ونسبة 14.8% كانت تتألف من شخص يعيش بمفرده يبلغ من العمر 65 عاماً أو أكثر. وبلغ متوسط حجم الأسرة المعيشية 2.29، أما متوسط حجم العائلات فبلغ 2.86.
بلغ العمر الوسطي للسكان 40.1 عاماً. وكانت نسبة 21.6% من القاطنين تحت سن الثامنة عشر، وكانت نسبة 9.3% بين الثامنة عشر والرابعة والعشرين عاماً، ونسبة 25.6% كانت واقعةً في الفئة العمرية ما بين الخامسة والعشرين والرابعة والأربعين عاماً، ونسبة 24.3% كانت ما بين الخامسة والأربعين والرابعة والستين، ونسبة 17.9% كانت ضمن فئة الخامسة والستين عاماً فما فوق. يوجد لكل 100 أنثى 94.2 ذكر، ويوجد لكل 100 أنثى في الثامنة عشر من عمرها فما فوق 87.3 ذكر.
بلغ متوسط دخل الأسرة في القرية 32,439 دولارًا، أما متوسط دخل العائلة فبلغ 39,185 دولارًا. وكان متوسط دخل الذكور 29,915 دولارًا مقابل 20,918 دولارًا للإناث. وسجل دخل الفرد الخاص بالقرية 16,469 دولارًا. وكانت نسبة 5.5% من العائلات ونسبة 8.5% من السكان تحت خط الفقر، وكان من هؤلاء نسبة 5% تحت سن الثامنة عشر ونسبة 6.1% في الخامسة والستين من العمر وما فوق.

### تعداد عام 2010
بلغ عدد سكان موهوك 2,731 نسمة بحسب تعداد عام 2010، وبلغ عدد الأسر 1,206 أسرة وعدد العائلات 699 عائلة مقيمة في القرية. في حين سجلت الكثافة السكانية 1,167.1 نسمة لكل كيلومتر مربع (3,022.8/ميل2). وبلغ عدد الوحدات السكنية 1,276 وحدة بمتوسط كثافة قدره 545.3 لكل كيلومتر مربع (1,412.3/ميل2).
وتوزع التركيب العرقي للقرية بنسبة 96.74% من البيض و1.06% من الأمريكيين الأفارقة و0.22% من الأمريكيين الأصليين و0.62% من الأمريكيين ذوي الأصول الآسيوية و0.07% من الأعراق الأخرى و1.28% من عرقين مختلطين أو أكثر و1.46% من الهسبانيون أو اللاتينيون من أي عرق.
بلغ عدد الأسر 1,206 أسرة كانت نسبة 27% منها لديها أطفال تحت سن الثامنة عشر تعيش معهم، وبلغت نسبة الأزواج القاطنين مع بعضهم البعض 38.9% من أصل المجموع الكلي للأسر، ونسبة 14% من الأسر كان لديها معيلات من الإناث دون وجود شريك، بينما كانت نسبة 5.1% من الأسر لديها معيلون من الذكور دون وجود شريكة وكانت نسبة 42% من غير العائلات. تألفت نسبة 33.7% من أصل جميع الأسر من عدة أفراد يعيشون في نفس المنزل ونسبة 14.8% كانت تتألف من شخص يعيش بمفرده يبلغ من العمر 65 عاماً أو أكثر. وبلغ متوسط حجم الأسرة المعيشية 2.25، أما متوسط حجم العائلات فبلغ 2.86.
بلغ العمر الوسطي للسكان 40.9 عاماً. وكانت نسبة 21.2% من القاطنين تحت سن الثامنة عشر، وكانت نسبة 10% بين الثامنة عشر والرابعة والعشرين عاماً، ونسبة 23.4% كانت واقعةً في الفئة العمرية ما بين الخامسة والعشرين والرابعة والأربعين عاماً، ونسبة 27.9% كانت ما بين الخامسة والأربعين والرابعة والستين، ونسبة 17.5% كانت ضمن فئة الخامسة والستين عاماً فما فوق. وتوزع التركيب الجنسي للسكان بنسبة 47.6% ذكور و52.4% إناث.